# Wu Yanan (bågskytt)
Wu Yanan, född 7 december 1964, är en kinesisk bågskytt. Hon deltog vid olympiska sommarspelen 1984.